# Franz Viehböck
Franz Viehböck (Wenen, 24 augustus 1960) is een Oostenrijks voormalig ruimtevaarder. In 1991 was hij de eerste Oostenrijker in de ruimte. 
Viehböck’s eerste en enige ruimtevlucht was in oktober 1991. Hij was aan boord van de Sojoez TM-13, die op 2 oktober 1991 gelanceerd werd. Het was de dertiende Russische expeditie naar het ruimtestation Mir en maakte deel uit van het Sojoez-programma. Aan boord van de Mir voerde hij 15 wetenschappelijke experimenten uit. Hij keerde terug met de Sojoez TM-12 en landde in Kazachstan op 10 oktober.

## Wetenswaardigheden
Viehböck kreeg in de Oostenrijkse media de bijnaam Austronaut, een woordspeling op astronaut (ruimtevaarder) en Austria (de Engelstalige naam voor Oostenrijk).